# Pseudomicrocentria minutissima
Pseudomicrocentria minutissima är en spindelart som beskrevs av Miller 1970. Pseudomicrocentria minutissima ingår i släktet Pseudomicrocentria och familjen täckvävarspindlar. Inga underarter finns listade i Catalogue of Life.